# トランシルバニアン・ハウンド
トランシルバニアン・ハウンド（英：Transylvanian Hound）とは、ルーマニア及びハンガリーのトランシルバニア地方原産のセントハウンドである。別名はエルディー・コポー（ハンガリー語: Erdélyi Kopó)、ハンガリアン・ハウンド（英：Hungarian Hound)。

## 歴史
9世紀にハンガリーを侵略したマジャール人が連れて来たハウンドタイプの犬と土着の犬を交配させて誕生した犬種である。貴族によって飼育されてきた猟犬で、脚が長いものと短いものの2タイプが作り出された。脚が長いほうはトール、脚が短いほうはショートと呼ばれている。トールはキツネや大型獣を狩るのに使われ、ショートはウサギなどの小型獣を狩るのに使われた。
現在トランシルバニアン・ハウンドはFCIにも公認犬種として登録され、ほとんどがルーマニア及びハンガリーの原産地でのみ飼育されているため、なかなかドッグショーなどでも見かけることが少ない珍しい犬種である。

## 特徴
脚の短いショートと、脚の長いトールという2つのタイプに分かれているが、脚の長さ以外は基本的に2タイプの容姿に違いはない。ただし、ショートのほうが体高が低く、希少である。引き締まったボディでマズルは長め、脚はやや細いがしっかりしていて丈夫である。長めの垂れ耳、垂れ尾でコートはつやのある滑らかなスムースコート、毛色はブラック・アンド・タン。体高はショートが45～55cm、トールが55～65cmで体重は両タイプ共に25kg前後の中型犬、大型犬。性格は友好的で状況判断力に富む。しつけの飲み込みは早く、ペットとしても飼育が可能である。ただし、運動量は多い。

## 参考
- 『日本と世界の愛犬図鑑2007』（辰巳出版）佐草一優監修
- 『デズモンド・モリスの犬種事典』デズモンド・モリス著書、福山英也、大木卓訳 誠文堂新光社、2007年
- 『日本と世界の愛犬図鑑2009』（辰巳出版）藤原尚太郎編･著